# Resolutie 1386 Veiligheidsraad Verenigde Naties
Resolutie 1386 van de Veiligheidsraad van de Verenigde Naties werd op 20 december 2001 unaniem aangenomen door de VN-Veiligheidsraad. De resolutie stond toe dat de NAVO de ISAF-macht ontplooide in Afghanistan. Het was de laatste resolutie van de Veiligheidsraad van dat jaar.

## Achtergrond
In 1979 werd Afghanistan bezet door de Sovjet-Unie, die vervolgens werd bestreden door Afghaanse krijgsheren. Toen de Sovjets zich in 1988 terugtrokken raakten ze echter slaags met elkaar. In het begin van de jaren 1990 kwamen ook de Taliban op. In september 1996 namen die de hoofdstad Kabul in. Tegen het einde van het decennium hadden ze het grootste deel van het land onder controle en riepen ze een streng islamitische staat uit.
In 2001 verklaarden de Verenigde Staten met bondgenoten hun de oorlog en moesten ze zich terugtrekken, waarna een interim-regering werd opgericht.

## Inhoud

### Waarnemingen
De Veiligheidsraad steunde de internationale inspanningen om terrorisme uit te roeien. De Raad verwelkomde ook de ontwikkelingen in Afghanistan die de Afghanen vrijheid zouden geven. Die Afghanen waren zelf verantwoordelijk voor de veiligheid en ordehandhaving in het land. Doch werd in het akkoord over de oprichting van overheidsinstellingen dat op 5 december was gesloten gevraagd om een internationale veiligheidsmacht van de VN. Het Verenigd Koninkrijk had aangeboden de leiding te nemen over zo'n macht.

### Handelingen
De Veiligheidsraad autoriseerde de oprichting van een internationale veiligheidsbijstandsmacht (ISAF) gedurende zes maanden om de overgangsregering bij te staan bij de ordehandhaving in de hoofdstad Kabul en omgeving. De deelnemende lidstaten werden ook geautoriseerd om alle nodige maatregelen te nemen om het mandaat te voltooien. Ze werden ook gevraagd de nieuwe Afghaanse veiligheidsdiensten en leger op te leiden. De Afghaanse partijen vroegen ook dat alle militaire eenheden uit Kabul werden teruggetrokken en werden gevraagd dat met de Veiligheidsmacht te regelen.

## Verwante resoluties
- Resolutie 1378 Veiligheidsraad Verenigde Naties
- Resolutie 1383 Veiligheidsraad Verenigde Naties
- Resolutie 1388 Veiligheidsraad Verenigde Naties (2002)
- Resolutie 1401 Veiligheidsraad Verenigde Naties (2002)

Lijst ·  1335 ·  1336 ·  1337 ·  1338 ·  1339 ·  1340 ·  1341 ·  1342 ·  1343 ·  1344 ·  1345 ·  1346 ·  1347 ·  1348 ·  1349 ·  1350 ·  1351 ·  1352 ·  1353 ·  1354 ·  1355 ·  1356 ·  1357 ·  1358 ·  1359 ·  1360 ·  1361 ·  1362 ·  1363 ·  1364 ·  1365 ·  1366 ·  1367 ·  1368 ·  1369 ·  1370 ·  1371 ·  1372 ·  1373 ·  1374 ·  1375 ·  1376 ·  1377 ·  1378 ·  1379 ·  1380 ·  1381 ·  1382 ·  1383 ·  1384 ·  1385 ·  1386